# صابئین

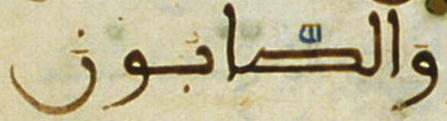
"... و الصابئون", قرآن، سوره مائده: آیه ۶۹

صابئین، صابئة یا صابئون گروهی مذهبی هستند که نام آنها سه بار در قرآن ذکر شده است (به صورت الصابئون و الصابئة) و دلالت بر این دارد که آنها از اهل کتاب بودند. هویت اصلی آنها، که به نظر می‌رسد در تاریخ اولیه فراموش شده است، «مشکل حل نشده قرآنی» نامیده شده است. پژوهشگران امروزی به گونه‌های مختلف آنها را مندائیان، مانوی‌ها، سبایی‌ها، الخسائیه، آرکونتیک‌ها، حنیف‌ها (یا به عنوان نوعی از گنوسیسم یا به عنوان یک "فرقه") یا به عنوان پیروان دین اختری حران. معرفی کرده‌اند. برخی از محققان بر این باورند که نمی‌توان هویت اصلی آنها را با هیچ درجه ای از اطمینان مشخص کرد.
امروزه در ایران و عراق، اصطلاح صابئین برای اشاره به مندائیان به‌کار می‌رود که یک گروه قومی-مذهبی هستند که از آموزه‌های پیامبرشان یحیی پیروی می‌کنند. این گروه از صابئین مندایی یکتاپرست بوده و مهم‌ترین مراسم مذهبی آنها غسل تعمید است. کتاب مقدس پیروان این آیین گنزا ربا نام دارد.: 1  پیامبران صابئین مندایی شامل آدم، شیث، نوح، سام پسر نوح و یحیی تعمید دهنده است که حضرت آدم بنیانگذار دین و یوحنا بزرگ‌ترین و آخرین پیامبر این آیین به‌شمار می‌رود.